# Список аэропортов Гвинеи-Бисау
Ниже приведён список аэропортов Гвинеи-Бисау, отсортированный по местоположению:

## Список
| Город  | ICAO | IATA | НАЗВАНИЕ                                     | Координаты                      |
| ------ | ---- | ---- | -------------------------------------------- | ------------------------------- |
| Бафата | GGBF |      | Аэропорт Бафата                              | 12°10′35″ с. ш. 14°39′30″ з. д. |
| Бисау  | GGOV | OXB  | Международный аэропорт имени Освальду Виейры | 11°53′41″ с. ш. 15°39′13″ з. д. |
| Бубаке | GGBU | BQE  | Аэропорт Бубаке                              | 11°17′ с. ш. 15°50′ з. д.       |
| Куфар  | GGCF |      | Аэропорт Куфар                               | 11°17′17″ с. ш. 15°10′50″ з. д. |
| Габу   | GGGB |      | Аэропорт Нова Ламего                         | 12°17′30″ с. ш. 14°14′10″ з. д. |
| Квебо  |      |      | Аэропорт Квебо                               | 11°32′15″ с. ш. 14°45′45″ з. д. |